# Gamarra
Gamarra là một khu tự quản thuộc tỉnh Cesar, Colombia. Thủ phủ của khu tự quản Gamarra đóng tại Gamarra Khu tự quản Gamarra có diện tích 320 ki lô mét vuông. Đến thời điểm ngày 28 tháng 5 năm 2005, khu tự quản Gamarra có dân số 10362 người.